# Prosopocera myops
Prosopocera myops es una especie de escarabajo longicornio del género Prosopocera, tribu Prosopocerini, familia Cerambycidae. Fue descrita científicamente por Chevrolat en 1855.

## Distribución geográfica
Se distribuye por Camerún, Costa de Marfil, Gabón, Nigeria, Uganda, República Centroafricana, República Democrática del Congo, Congo y Sierra Leona.

## Descripción y comportamiento
Mide 22-36 milímetros de longitud. El período de vuelo ocurre en los meses de abril, septiembre y diciembre.